# Університет Париж VII
Університет Париж VII імені Дені Дідро (L'université Paris VII Denis Diderot) — французький державний університет, заснований 1970 року внаслідок поділу Паризького університету після травневих подій 1968 року. В академічному рейтингу Шанхайського університету Цзяо Тун займає 101—151 місце, 35-38 місце в рейтингу європейських університетів, і 4-5 місце в рейтингу французьких університетів.

## Структура
Університет спеціалізується на точних науках, медицині, одонтології та гуманітарних науках. 30 % студентів навчаються на медичних відділеннях, 26 % — на відділення точних наук, 1,5 % — на відділенні економіки і менеджменту та 42,5 % — на відділеннях гуманітарних наук. 21 % від усіх студентів — іноземці.

### Факультети гуманітарних наук
- Факультет англійської мови і цивілізацій
- Факультет прикладних мов
- Факультет географії, історії та суспільних наук
- Факультет мов і цивілізацій східній Азії
- Факультет літератури, мистецтва і кіно
- Факультет лінгвістики
- Факультет гуманітарних клінічних наук
- Факультет соціальних наук

### Факультети точних наук
- Факультет біології
- Факультет хімії
- Факультет інформатики
- Факультет математики
- Факультет фізики

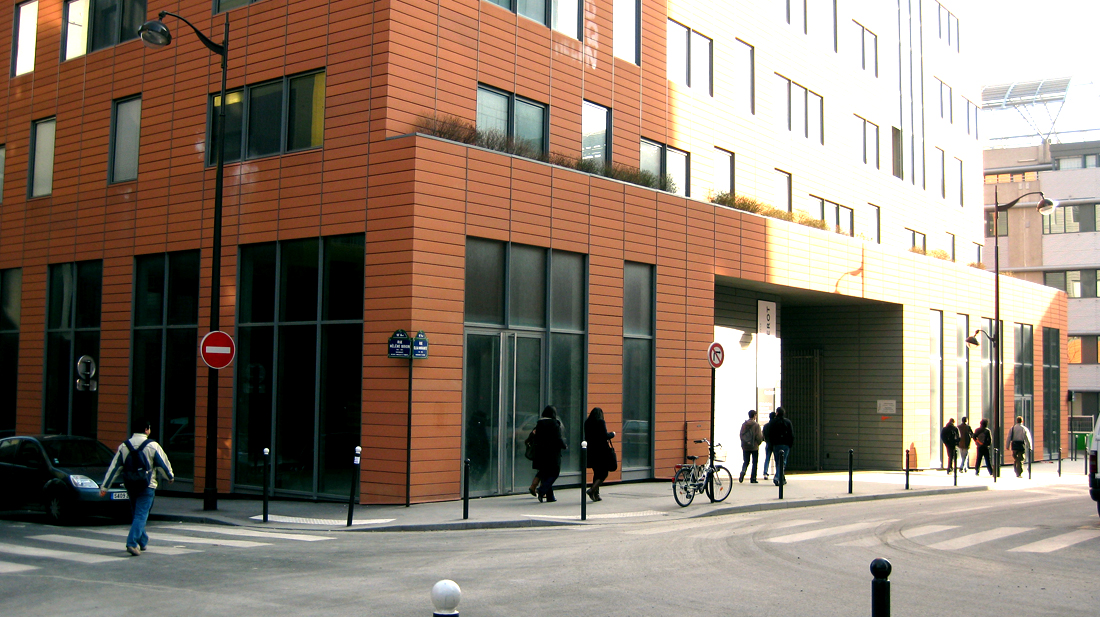
Факультет фізики, розташований в 13-му окрузі Парижа.

- Факультет наук про Землю, природу і планети

### Факультети медицини
- Факультет медицини
- Факультет одонтології
- Інститут гематології

## Знамениті випускники та дослідники
- Клод Алежер — французький політик, міністр освіти 1997—2000 років
- Анрде Браїк — французький астроном, що першим відкрив кільця Нептуна
- Жан Досс — французький імунолог, лауреат Нобелівської премії з медицини за 1980 рік
- Франсуа Жульєн — французький філософ і синолог
- Юлія Кристева — французький семіотик, психоаналітик і письменниця
- П'єр Федіда — французький психоаналітик
- Елізабет Рудинеско — французький філософ і психоаналітик